# Jürgen Reil
Jürgen "Ventor" Reil (Essen, Njemačka, 29. lipnja 1966.) njemački je bubnjar te dugogodišnji bubnjar njemačkog thrash metal sastava Kreator. Uz gitarista i vokalista sastava Millu Petrozzu, jedini je prvobitni član sastava, iako je 1994. godine napustio sastav na dvije godine zbog osobnih razloga. Jedini album Kreatora na kojem Reil ne svira jest Cause for Conflict iz 1995. godine.
Reil, osim što je bubnjar sastava, je bio i glavni vokalist na prva dva albuma sastava, Endless Pain i Pleasure to Kill. Na albumima više ne pjeva, ali i dalje pjeva na nastupima uživo.
Veliki je obožavatelj tetovaža, zbog čega i posjeduje vlastiti salon za tetoviranje Kreativ-Tattoo, u kojem aktivno radi kao tetover.

## Diskografija
Kreator
- Endless Pain (1985.)
- Pleasure to Kill (1986.)
- Terrible Certainty (1987.)
- Extreme Aggression (1989.)
- Coma of Souls (1990.)
- Renewal (1992.)
- Outcast (1997.)
- Endorama (1999.)
- Violent Revolution (2001.)
- Enemy of God (2005.)
- Hordes of Chaos (2009.)
- Phantom Antichrist (2012.)
- Gods of Violence (2017.)
- Hate über alles (2022.)